# A Discovery of Witches
A Discovery of Witches é uma série de televisão britânica baseado na Trilogia das Almas de Deborah Harkness, em homenagem ao primeiro livro da trilogia. É produzido pela Bad Wolf e pela Sky Productions, e é estrelado por Teresa Palmer, Matthew Goode, Edward Bluemel, Louise Brealey, Malin Buska, Aiysha Hart, Owen Teale, Alex Kingston, e Valarie Pettiford. A primeira temporada de A Discovery of Witches estreou no Reino Unido pela Sky One em 14 de setembro de 2018, e consistia em oito episódios. Em novembro de 2018, a Sky One renovou A Discovery of Witches para uma segunda e terceira temporada já lançada.

## Premissa
Diana Bishop é uma historiadora e bruxa relutante em conhecer e usar seus poderes. Ela inesperadamente descobre um manuscrito enfeitiçado na Biblioteca Bodleiana da universidade de Oxford. Esta descoberta a força de volta ao mundo da magia, a fim de desvendar os segredos que ela detém sobre os seres mágicos. Ela recebe ajuda do misterioso geneticista e vampiro Matthew Clairmont. Apesar de uma desconfiança de longa data entre bruxas e vampiros os dois formam uma aliança e partem para proteger o livro e resolver os mistérios escondidos, enquanto se esquivam das ameaças do mundo das criaturas.